# 쇼안
쇼안(正安, しょうあん)은 일본의 연호(元号) 중 하나이다.
- 전후 : 에이닌(永仁) 이후 - 겐겐(乾元) 이전.
- 시기 : 1299년 ~ 1301년
- 천황 : 고후시미 천황, 고니조 천황
- 쇼군 : 가마쿠라 막부의 히사아키 친왕
- 싯켄 : 호조 사다토키, 모로토키

## 개원(改元)
- 에이닌 7년 4월 25일(율리우스력 1299년 5월 25일), 고후시미 천황의 즉위에 맞춰 개원.
- 쇼안 4년 11월 21일(율리우스력 1302년 12월 10일), 겐겐으로 개원된다.

## 출전
『공자가어』

## 서력과의 대조표
| 쇼안 | 원년   | 2년    | 3년    | 4년    |
| ---- | ------ | ------ | ------ | ------ |
| 서력 | 1299년 | 1300년 | 1301년 | 1302년 |
| 간지 | 기해   | 경자   | 신축   | 임인   |

## 같이 보기
- 일본의 연호 일람
- 정안(正安) : 대리국의 연호(1053년 ~ ?)

| 이전 에이닌 | 일본의 연호 1299년 ~ 1302년 | 다음 겐겐 |